# Кубок Украинской ССР по футболу 1958
19-й розыгрыш Кубка УССР состоялся с июля по сентябрь 1958 года. Участие принимали 28 команд. Обладателем Кубка стало харьковское «Торпедо».
Данный турнир был последним розыгрышем кубка УССР, с участием команд мастеров, в 50-х. В дальнейшем, в связи с очередной реформой советского футбольного хозяйства, все кубковые соревнования в СССР разделялись на два турнира — один среди команд мастеров, а другой среди любительских команд, однако среди команд мастеров кубок УССР не разыгрывался до 1972 года.

## 1/16 финала
| Город       | Команда                | Счёт | Команда                      |
| ----------- | ---------------------- | ---- | ---------------------------- |
| Черновцы    | «Авангард» (Черновцы)  | 4:2  | «Химик» (Калуш)              |
| Дрогобыч    | «Нефтяник» (Дрогобыч)  | 3:2  | «Авангард» (Виноградов)      |
| Узин        | Команда Узина          | 0:5  | «Авангард» (Житомир)         |
| Сумы        | «Торпедо» (Сумы)       | 0:3  | «Торпедо» (Харьков)          |
| Жданов      | «Азовсталь» (Жданов)   | 2:0  | «Шахта Голубовка» (Кадиевка) |
| Полтава     | «Локомотив» (Полтава)  | 6:0  | «Спартак» (Шпола)            |
| Керчь       | «Металлург» (Керчь)    | 2:3  | «Металлург» (Никополь)       |
| Светловодск | «КремГЭСстрой»         | 2:0  | «Строитель» (Николаев)       |
| Херсон      | «Авангард» (Херсон)    | 1:2  | СКВО (Одесса)                |
| Прилуки     | «Авангард» (Прилуки)   | 2:1  | «Торпедо» (Киев)             |
| Луцк        | Команда Луцка          | +:-  | Команда Винницы              |
| Хмельницкий | «Динамо» (Хмельницкий) | +:-  | «Спартак» (Дубно)            |

## 1/8 финала
| Город     | Команда                       | Счёт | Команда                   |
| --------- | ----------------------------- | ---- | ------------------------- |
| Тернополь | «Авангард» (Тернополь)        | 4:0  | «Авангард» Львов          |
| Черновцы  | «Авангард» (Черновцы)         | 3:0  | «Нефтяник» (Дрогобыч)     |
| Луцк      | Команда Луцка                 | 3:1  | «Динамо» (Хмельницкий)    |
| Житомир   | «Авангард» (Житомир)          | 4:0  | «Авангард» (Прилуки)      |
| Харьков   | «Торпедо» (Харьков)           | 4:1  | «Азовсталь» (Жданов)      |
| Одесса    | СКВО (Одесса)                 | 1:0  | «Локомотив» (Полтава)     |
| Никополь  | «Металлург» (Никополь)        | 3:1  | «КремГЭСстрой»            |
| Запорожье | «Машиностроитель» (Запорожье) | 3:2  | «Металлист» (Севастополь) |

## Четвертьфинал
| Город     | Команда                       | Счёт | Команда                |
| --------- | ----------------------------- | ---- | ---------------------- |
| Тернополь | «Авангард» (Тернополь)        | 2:1  | «Авангард» (Черновцы)  |
| Луцк      | Команда Луцка                 | 3:1  | «Авангард» (Житомир)   |
| Запорожье | «Машиностроитель» (Запорожье) | 0:2  | «Торпедо» (Харьков)    |
| Одесса    | СКВО (Одесса)                 | 2:0  | «Металлург» (Никополь) |

## Полуфинал
| Город     | Команда                | Счёт | Команда       |
| --------- | ---------------------- | ---- | ------------- |
| Тернополь | «Авангард» (Тернополь) | 1:0  | Команда Луцка |
| Тернополь | «Торпедо» (Харьков)    | 0:0  | СКВО (Одесса) |
| Тернополь | «Торпедо» (Харьков)    | 3:2  | СКВО (Одесса) |

## Финал
| 2 сентября 1958 года | \| «Авангард» Тернополь \| 1:2 \| «Торпедо» Харьков \| | Тернополь         |
| Торпедо: Власенко, Жемерикин, Нескородев, Гуровой, Солодовников, Галкин, Фурсов, Садык, Аксёнов, Лаптев, Догадин, Воронин Гл. тренер: Дмитрий Васильев |                                                        |                   |
| «Авангард» Тернополь | 1:2                                                    | «Торпедо» Харьков |